# Alguna cosa per recordar
Alguna cosa per recordar (títol original en anglès Sleepless in Seattle) és una comèdia romàntica de 1993 escrita i dirigida per Nora Ephron. La parella protagonista són uns joves Tom Hanks i Meg Ryan que amb aquesta pel·lícula van fer les delícies dels espectadors.
La història de Jeff Arch està inspirada en Tu i jo de Deborah Kerr i Cary Grant, cinta que els mateixos actors comenten en una conversa de sobretaula. De fet, el mateix argument està influenciat per la romàntica història de Kerr i Grant que determina el que succeeix als protagonistes. Així, la cita final entre Meg Ryan i Tom Hanks en el Empire State Building és una explícita i conscient referència a la pel·lícula de 1957, que preveu una escena semblant entre els dos actors principals.

## Argument
Sam Baldwin (Tom Hanks), un arquitecte de Chicago, ha perdut la seva dona per culpa del càncer. Desconsolat per la tragèdia, abandona la ciutat que tants records li porta i es trasllada a Seattle juntament amb el seu fill, Jonah. Malgrat tot, el sentiment de pèrdua no l'abandona i Jonah, testimoni mut de l'aflicció del seu pare, decideix prendre mesures dràstiques perquè Sam recuperi la felicitat. Així, la nit de Nadal, Jonah truca a un consultori sentimental de la ràdio i persuadeix al seu pare perquè accepti explicar el que el preocupa en el programa.
Centenars de dones de tot el país escolten a Sam parlar de les seves inquietuds i de la seva dona a la ràdio i, atretes per ell, comencen a enviar-li cartes. Entre aquestes, hi ha la carta d'Annie Reed (Meg Ryan), una periodista de Baltimore (Maryland), promesa a Walter (Bill Pullman), un home un xic paranoic amb les seves al·lèrgies, i profundament emocionada i captivada amb en Sam. Malgrat que ell no presta atenció a la muntanya de cartes que rep tots els dies, Jonah es pren seriosament la tasca de cercar una nova dona pel seu pare i es dedica a llegir una per una totes les missives. De seguida, es fixa en la carta de l'Annie amb qui creu que el seu pare pot retrobar la màgia que havia perdut amb la seva mare. Intenta convèncer-lo perquè vagi a Nova York a conèixer-la el Dia de Sant Valentí, però en Sam no en vol ni sentir parlar. Així, Jonah, amb l'ajuda d'una amiga, li respon en nom del seu pare i li proposa citar-se el dia de Sant Valentí a la terrassa de l'Empire State Building, tal com fan els protagonistes de An Affair to Remember.
Mentrestant, Annie, obsessionada amb en Sam i convençuda que a la seva relació amb Walter li manca quelcom, en un acte impulsiu i irracional, viatja a Seattle per reunir-se amb ell. La casualitat fa que el trobi a la platja jugant amb el seu fill, però no s'atreveix a acostar-se-li. És la seva amiga Becky qui, per telèfon, li recomana que se li presenti i així se'l pugui treure del cap. Malauradament, l'endemà el veu amb la seva germana Suzy i, pensant que és la seva xicota, es queda plantada al mig de la carretera incapaç de fer un pas endavant. En aquest moment, en Sam la veu i la saluda amb un hola. Ella, nerviosa, tot el que pot fer és respondre amb un altre hola i recular pel camí on ha vingut. Després d'aquesta experiència, Annie està segura de què s'ha comportat com una autèntica ximple i se'n va a Nova York on ha quedat amb en Walter.
El fill d'en Sam però, farà que ells dos es tornin a veure el Dia de Sant Valentí. De fet, Jonah, conscient de la cita que ha preparat a l'Empire State Building, viatja tot sol a Nova York per conèixer a l'Annie. Quan en Sam se n'entera, no dubta en agafar el primer avió que surt de Seattle i córrer darrere el seu fill, a qui troba a l'Empire State esperant. L'edifici està tancant les portes i l'Annie encara no s'ha presentat. Aquesta es troba en una restaurant de Nova York amb en Walter des del qual veu el mític edifici. Finalment, després de molt discutir amb si mateixa i sentint que ha d'anar a la cita, decideix trencar la relació amb en Walter i intenta arribar-hi abans que es tanquin els llums. Allà però, ja no hi troba ningú, només un osset de peluix i una motxilla que en Jonah s'ha deixat. És quan està a la terrassa a punt d'agafar l'ascensor de retorn cap avall quan els veu tornar per recuperar el peluix. En veure's, en Sam i l'Annie es reconeixen i, segurs de la màgia que ha sorgit entre ells, s'agafen de la mà com a preludi d'una nova història d'amor.

## Repartiment
- Tom Hanks: Sam Baldwin
- Meg Ryan: Annie Reed
- Bill Pullman: Walter
- Ross Malinger: Jonah Baldwin
- Rosie O'Donnell: Becky
- Gaby Hoffmann: Jessica
- Victor Garber: Greg
- Rita Wilson: Suzy
- Barbara Garrick: Victoria
- Carey Lowell: Maggie Baldwin
- David Hyde Pierce: Dennis Reed
- Dana Ivey: Claire Bennett
- Rob Reiner: Jay
- Kevin O'Morrison: Cliff Reed

## Banda sonora
La Banda Sonora de la pel·lícula va ser número 1 en les llistes del Billboard d'aquell any. Les seves cançons eren les següents:
1. Jimmy Durante - "As Time Goes By" 2:28
2. Louis Armstrong - "A Kiss to Build a Dream On" 3:01
3. Nat King Cole - "Stardust" 3:15
4. Dr. John feat. Rickie Lee Jones - "Makin' Whoopee" 4:09
5. Carly Simon - "In the Wee Small Hours of the Morning" 3:16
6. Gene Autry - "Back in the Saddle Again" 2:36
7. Joe Cocker - "Bye Bye Blackbird" 3:30
8. Harry Connick Jr. - "A Wink And A Smile" 4:08
9. Tammy Wynette - "Stand By Your Man" 2:41
10. Marc Shaiman - "An Affair to Remember" 2:31
11. Jimmy Durante - "Make Someone Happy" 1:52
12. Celine Dion & Clive Griffin - "When I Fall in Love" 4:21

## Al voltant de la pel·lícula
- Kim Basinger era la primera opció pel paper d'Annie Reed, però pensant que el guió no era prou coherent, al final, l'actriu es va desdir del projecte. Evidentment, després se'n va penedir, igual que Julia Roberts a qui també se li va proposar.[4]
- Meg Ryan i Tom Hanks només comparteixen junts en escena dos minuts de la cinta.[4]

## Nominacions
La pel·lícula va estar nominada a diferents premis, entre els quals destaquen:
- Oscar al millor guió original: Nora Ephron, David S. Ward i Jeff Arch
- Oscar a la millor música: Marc Shaiman
- Oscar al millor guió original: Nora Ephron, David S. Ward i Jeff Arch
- Globus d'Or a la millor pel·lícula musical o còmica
- Globus d'Or al millor actor musical o còmic: Tom Hanks
- Globus d'Or a la millor actriu musical o còmica: Meg Ryan